# 武汉东湖新技术开发区
武汉东湖新技术开发区，简称东湖新技术开发区、东湖高新区等，是中国湖北省武漢市下辖的一个国家级高新区。武汉东湖新技术产业开发区于1988年成立，1991年被国务院批准为首批国家级高新技术产业开发区；2001年成为国家光电子产业基地，并称为“武汉·中国光谷”；2007年被国家发改委批准为国家生物产业基地；2009年被国务院批准为全国第二个国家自主创新示范区；2011年被中组部、国务院国资委确定为全国四家“中央企业集中建设人才基地”之；2017年4月，东湖高新区部分区域成为中国（湖北）自由贸易试验区的一部分。

## 地理
起初，中国光谷大致范围在洪山区卓刀泉路以东，西起光谷广场，九峰乡以西，北至南望山和喻家山，南至江夏区的汤逊湖沿岸，经过多次扩容，现在范围为洪山区卓刀泉路以东，西起光谷广场，东至洪山区左岭街道与鄂州葛店镇交界处，北至南望山和喻家山至花山新城沿线，南至梁子湖北岸的大片区域，面积共计518.06平方公里。

## 內含街道處
关东街道办事处，佛祖岭街道办事处，九峰街道办事处，豹澥街道办事处，流芳街道办事处，花山街道办事处，左岭街道办事处，滨湖街道办事处

## 产业格局
产业综述
以光电子信息产业为主导，是中国最大的光通信研发基地，最大的光纤光缆光电器件生产基地，武汉光电国家实验室是中国光电子领域唯一的国家实验室。开发区内还包括产业包括，如：生物医药产业、新能源环保产业、高端装备制造业以及现代高技术服务业等。
东湖高新技术开发下辖有8个产业园区分别为：光谷生物城、武汉未来科技城、武汉东湖综合保税区、光谷光电子信息产业园、光谷现代服务业园、光谷智能制造产业园、光谷中华科技园、光谷中心城。

## 商标
2009年起，武汉东湖技术开发区拥有“光谷”的商标专用权。

## 金融
武汉股权托管交易中心设于该区。